# Boiga kraepelini
Boiga kraepelini är en ormart som beskrevs av Stejneger 1902. Boiga kraepelini ingår i släktet Boiga och familjen snokar. Inga underarter finns listade.
Arten förekommer med flera från varandra skilda populationer i Sydostasien. Utbredningsområdet sträcker sig över sydöstra Kina, Vietnam, Laos, Taiwan och Hainan. Denna orm lever i kulliga områden och i bergstrakter mellan 100 och 2000 meter över havet. Habitatet utgörs av olika slags skogar och ibland hittas exemplar nära byar. Boiga kraepelini har olika små ryggradsdjur som föda. Honor lägger ägg.
Skogens omvandling till jordbruksmark, intensivt skogsbruk och anläggning av trafikstråk är i några områden ett hot mot beståndet. Hela populationen antas vara stabil. IUCN kategoriserar arten globalt som livskraftig.